# Городище (Березновская городская община)
Городи́ще (укр. Городище) — село в Березновской городской общине Ровненского района Ровненской области Украины.
До 2020 года входило в Березновский район.
Население по переписи 2022 года составляло 3916 человека. Почтовый индекс — 34607. Телефонный код — 3653. Код КОАТУУ — 5620483601.